# R. Austin Freeman
Richard Austin Freeman, född 1862, död 1943 var en brittisk deckarförfattare och skaparen av kriminalteknikern Dr Thorndyke. Han anses ha skapat den inverterade deckaren där läsaren vet från början vem mördaren är, men inte hur eller ens om polisen ska kunna gripa brottslingen.

## Biografi
Austin Freeman föddes i Soho i London 1862. Han studerade till apotekare och medicinare, och utexaminerades 1887 efter att ha praktiserat på Middlesex sjukhus. Efter examen arbetade han i Accra i Guldkusten, för brittiska kronans räkning. 1891 återvände han till London efter att ha drabbats av svartvattenfeber. Eftersom hans hälsa vägrade bli bättre fick han inget stadigt jobb som läkare, och han bestämde sig då för att bli författare. 
Hans första historier publicerades i Cassel's Magazine, och var äventyr från Västafrika, komiska noveller, samt några artiklar om nautiska ämnen. År 1900 träffade Freeman Dr John James Pitcairn, som var fängelseläkare, och gav honom hans första jobb. Pitcairn och Freeman började så småningom skriva noveller ihop, under pseudonymen Clifford Ashdown. Novellernas huvudperson var en Arsène Lupin-liknande gentlemannaförbrytare, Romney Pringle. De första sex novellerna samlades i en bok 1902, The Adventures of Romney Pringle, men bokens förstaupplaga är numera mycket sällsynt, enbart sju eller åtta exemplar har hittats. (1968 kom den dock i ny upplaga, och 1970 kom de kvarvarande Pringle-novellerna ut i bokform, The Further Adventures of Romney Pringle)
1905 började Freeman skriva böcker på egen hand, men det var först 1907 som hans första roman om Dr John Thorndyke publicerades, Det röda tummärket (på svenska 1919). (Troligen skrev dock Freeman novellen 31 New Inn där Thorndyke introducerades redan 1905.) Thorndyke sägs inte ha någon verklig förebild, men vissa menar att en lärare till Freeman, Dr Alfred Swayne Taylor, kan ha kittlat Freemans fantasi. Stilen var till mångt och mycket realistisk till skillnad från berättelserna om Sherlock Holmes och många andra samtida detektiver.
Flera novellsamlingar och romaner följde, men det är dock först i novellsamlingen The Singing Bone (1912) som Freeman fullständigt utvecklar den inverterade deckaren, som blir hans stora bidrag till deckargenren. De novellerna är typiskt sett uppdelade i två delar: en där brottslingen begår sitt brott, och en där läsaren får följa Dr Thorndykes undersökning. Detta sätt att berätta fokuserar en hel del på detektivens metod, något som senare skulle utvecklas i procedur-deckaren. Som detektiv är Thorndyke en vetenskapsman, i samma anda som Sherlock Holmes. Båda arbetar som konsulter i London, och är symboler för förnuftet. En hel del av berättelserna om Dr Thorndyke är baserade på verkliga vetenskapliga fakta (även om de ibland är smått förlegade) inom så vitt skilda områden som tropikmedicin, metallurgi och toxikologi. Det har gjort att Freeman ibland har anklagats för att inte spela rent spel med läsaren, som inte kan förväntas ha samma kunskaper som Thorndyke.
Som hos många andra samtida författare utgjorde första världskriget en mellanperiod i Freemans författarskap. Han tog tjänstgöring som fältläkare men skrev ändå två novellsamlingar, utan Dr Thorndyke. Thorndyke dök nästa gång upp 1922, och därefter utgavs nästan en Thorndyke-bok per år fram tills Freemans död 1943.

## Bibliografi

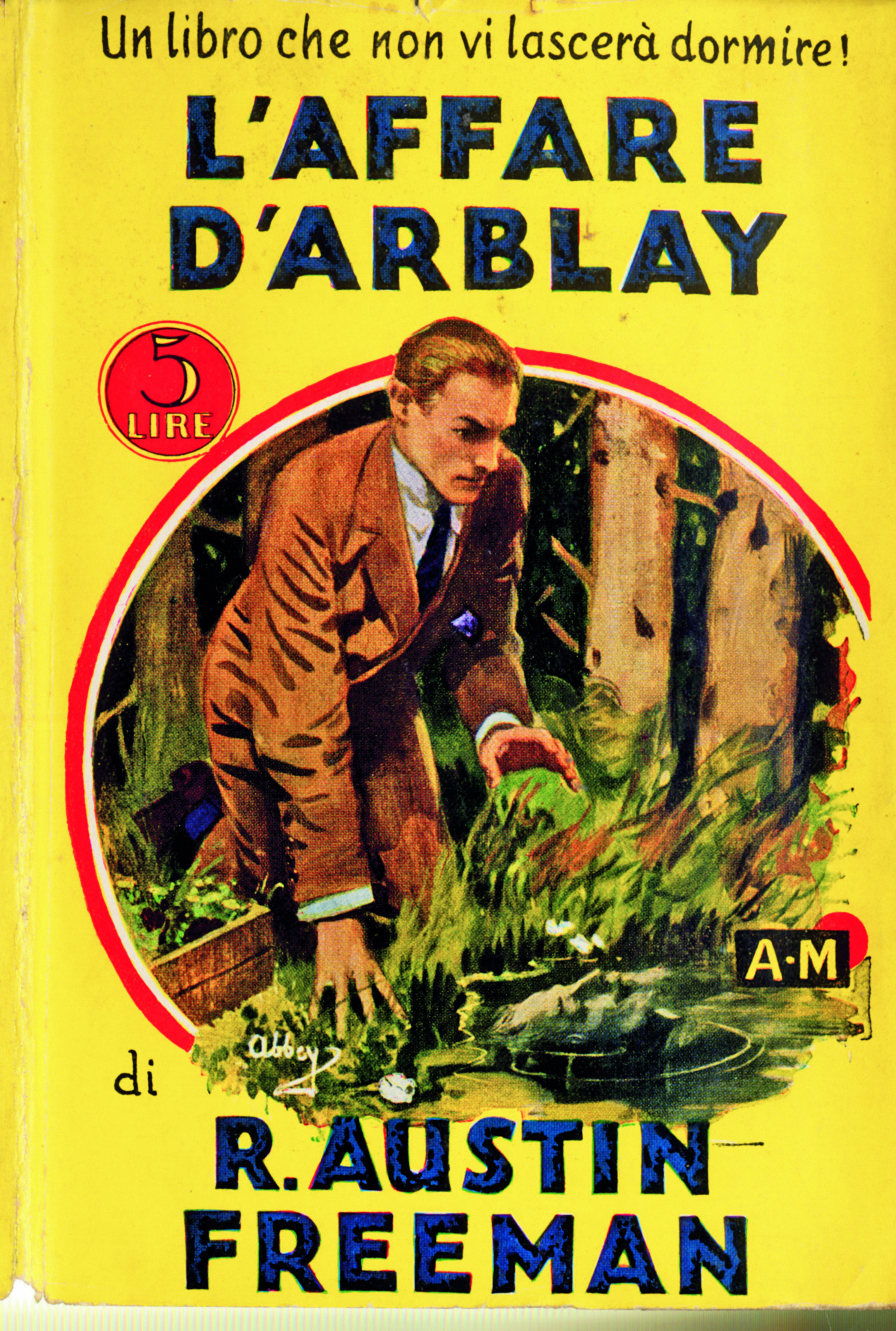
Richard Austin Freeman - The D'Arblay Mystery - Gialli Mondadori 1931

### Dr. Thorndyke-romaner och novellsamlingar
- Det röda tummärket (The Red Thumb Mark 1907) Hela boken på engelska som word-dokument från gutenberg.org
- John Thorndyke's Cases (1909) Hela boken på engelska som word-dokument från gutenberg.org
- The Eye of Osiris (1911, även The Vanishing Man) Hela boken på engelska som word-dokument från gutenberg.org
- Tom Tanks testamente (The Mystery of 31 New Inn1912) Hela boken på engelska som word-dokument från gutenberg.org
- Fallet Oskar Brodski (The Singing Bone 1912)
- Ett stumt vittne (A Silent Witness 1914)
- Helen Vardon's Confession (1922)
- The Cat's Eye (1923)
- Dr. Thorndyke's Casebook (1923, även The Blue Scarab)
- The Mystery of Angelina Frood (1924)
- The Shadow of the Wolf (1925)
- The Puzzle Lock (1925)
- Gipsmasken (The D'Arblay Mystery 1926)
- A Certain Dr. Thorndyke (1927)
- The Magic Casket (1927)
- Dödslågan (As A Thief in the Night 1928)
- The Famous Cases of Dr. Thorndyke (1928)
- Mr Pottermacks misstag (Mr. Pottermack's Oversight 1930)
- Pontifex, Son and Thorndyke (1931)
- When Rogues Fall Out (1932)
- Doktor Thorndyke ingriper (Dr. Thorndyke Intervenes 1933)
- For the Defence: Dr. Thorndyke (1934)
- The Penrose Mystery (1936)
- Felo de Se (1937, även Death At The Inn)
- The Stoneware Monkey (1938)
- Mr. Polton Explains (1940)
- Dr. Thorndyke's Crime File (1941)
- The Jacob Street Mystery (1942,  även The Unconscious Witness)

### Övriga romaner och novellsamlingar
- The Adventures of Romney Pringle, med John Pitcairn, som Clifford Ashdown (1902)
- The Further Adventures of Romney Pringle, med John Pitcairn, som Clifford Ashdown (1903)
- From a Surgeon's Diary, med John Pitcairn, som Clifford Ashdown (1904-5)
- The Golden Pool: A Story of a Forgotten Mine (1907)
- The Unwilling Adventurer (1913)
- The Uttermost Farthing (1913, även A Savant's Vendetta)
- The Exploits of Danby Croker (1916)
- The Great Portrait Mystery  (1918)
- The Suprising Experiences of Mr Shuttlebury Cobb (1927)
- Flighty Phyllis (1928)
- The Queen's Treasure, med John Pitcairn, som Clifford Ashdown (1975)

En så gott som komplett översikt över svenska översättningar av Freeman har publicerats av DAST.